# Margaret Ballinger

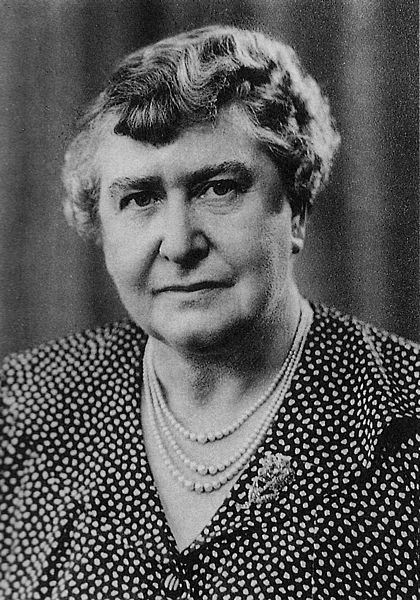
Margaret Ballinger

Margaret Ballinger (nhũ danh Hodgson; 1894 191980) là Chủ tịch đầu tiên của Đảng Tự do Nam Phi và là thành viên Nghị viện Nam Phi. Năm 1944, Ballinger được tạp chí TIME gọi là "Nữ hoàng của người da đen".

## Tiểu sử
Margaret Hodgson sinh ra ở Glasgow, Scotland năm 1894 và chuyển đến Nam Phi cùng gia đình khi cô còn nhỏ. Cha bà đến ngay trước Chiến tranh Boer và cuối cùng chiến đấu chống lại người Anh. Hodgson (Ballinger) đã theo học tại trường Huguenot ở Wellington trước khi tiếp tục việc học ở Anh. Ở Anh, bà đã học tại Somerville College, Oxford.
Bà đã giảng dạy môn lịch sử khi trở về Nam Phi tại Đại học Rhodes ở Grahamstown và Đại học Witwatersrand. Bà đã tranh cử trong đó có bảy đại diện cho tám triệu người Nam Phi da đen chống lại 140 nghị sĩ đại diện cho 20% dân số khác. Bà đã đứng trước các ứng cử viên nam khác và nói chuyện thông qua một phiên dịch viên đã giành được sự tự tin của cử tri. Người ta nói rằng bà đã sử dụng phép so sánh Joan of Arc để minh họa những gì một người phụ nữ có thể làm cho họ.
Bà là người đại diện cho người dân Đông Cape từ năm 1937  trong Hội đồng đại diện bản địa (NRC). Ballinger đã được ghi nhận, cùng với Thượng nghị sĩ Edgar Brookes, vì đã chuyển mọi người từ việc nói về việc kiểm soát dân chúng Nam Phi bản địa sang tìm hiểu làm thế nào cuộc sống của họ có thể được cải thiện. Năm 1943, bà đã đề xuất luật mới và năm 1947, kế hoạch của cô bao gồm đào tạo mới và đại diện thành phố cho "người da đen" và cải thiện tham vấn với NRC. Giai đoạn này từ năm 1937 đến những năm 1950 được coi là khi Ballinger có sức mạnh và tầm ảnh hưởng lớn nhất. Một báo cáo của Tạp chí Time năm 1944 đã gọi "Bà Ballinger" là "Nữ hoàng của người da đen". Sức mạnh của cô như một diễn giả chỉ bị lu mờ bởi các thủ tướng, Jan Smuts và Jan Hofmeyr, người thừa kế của ông. Tương lai mà bài báo đã thấy trước cho Ballinger là "hy vọng trắng" dẫn đầu 24.000.000 người da đen như là một phần của ảnh hưởng của Anh mở rộng ở miền nam châu Phi. Bà làm lu mờ chính chồng mình, William, người mà một số người cho rằng bây giờ thoát khỏi chiều sâu của anh ta trong triển vọng chính trị đang thay đổi. Cả hai đã thành lập một phong trào Những người bạn của Châu Phi, nhưng phong trào này dựa vào Anh để xin tài trợ hơn là thành công trong việc liên kết với các tổ chức chính trị bản địa châu Phi mới nổi.